# Aspremont (Alpes-Maritimes)
Pour les articles homonymes, voir Aspremont.
Aspremont (Aspermont en nissart - dialecte de la langue occitane oc ! - de la graphie classique, Aspermount en graphie niçoise mistralienne, Asper-Mount en norme bonnaudienne) est une commune française située dans le département des Alpes-Maritimes en région Provence-Alpes-Côte d'Azur. Ses habitants sont appelés les Aspremontois.
Jusqu'en 1860, le nom officiel était en italien : Aspromonte.

## Géographie

### Localisation
Aspremont est située à 554 mètres d'altitude, au-dessus des gorges qui ferment la vallée au-dessus de Nice qui est distante de 13 km.

### Communes limitrophes
Les communes limitrophes sont  Castagniers, Colomars, Falicon, Nice et Tourrette-Levens.
| Castagniers | Castagniers | Tourrette-Levens |
| Castagniers | Aspremont   | Tourrette-Levens |
| Colomars    | Nice        | Falicon          |

### Géologie et relief
La commune est située sur un piton et sur les contreforts du Mont-Chauve et du Mont-Cima.

### Sismicité
La commune se trouve dans une zone de sismicité moyenne.

### Hydrographie et eaux souterraines
Points d'eau sur la commune :
- 7 sources ;
- 3 forages ;
- 5 puits.

Aspremont dispose de la station d'épuration intercommunale de Nice d'une capacité de 650 000 équivalent-habitants.

### Climat
Pour des articles plus généraux, voir Climat de Provence-Alpes-Côte d'Azur et Climat des Alpes-Maritimes.
En 2010, le climat de la commune est de type climat méditerranéen altéré, selon une étude du Centre national de la recherche scientifique s'appuyant sur une série de données couvrant la période 1971-2000. En 2020, Météo-France publie une typologie des climats de la France métropolitaine dans laquelle la commune est exposée à un climat méditerranéen et est dans la région climatique Var, Alpes-Maritimes, caractérisée par une pluviométrie abondante en automne et en hiver (250 à 300 mm en automne), un très bon ensoleillement en été (fraction d’insolation > 75 %), un hiver doux (8 °C) et peu de brouillards.
Pour la période 1971-2000, la température annuelle moyenne est de 13,2 °C, avec une amplitude thermique annuelle de 15,3 °C. Le cumul annuel moyen de précipitations est de 944 mm, avec 5,8 jours de précipitations en janvier et 3 jours en juillet. Pour la période 1991-2020, la température moyenne annuelle observée sur la station météorologique de Météo-France la plus proche, « Levens », sur la commune de Levens à 9 km à vol d'oiseau, est de 12,9 °C et le cumul annuel moyen de précipitations est de 982,1 mm. 
La température maximale relevée sur cette station est de 35,1 °C, atteinte le 28 juin 2019 ; la température minimale est de −7,8 °C, atteinte le 6 février 2012,,.
Les paramètres climatiques de la commune ont été estimés pour le milieu du siècle (2041-2070) selon différents scénarios d'émission de gaz à effet de serre à partir des nouvelles projections climatiques de référence DRIAS-2020. Ils sont consultables sur un site dédié publié par Météo-France en novembre 2022.

### Voies de communications et transports

#### Voies routières
- La commune est desservie par 3 principaux axes routiers : la RM 719, la RM 414, et la RM 14 reliant la Route nationale 202 et l’Autoroute A8.

#### Transports en commun
- Transport en Provence-Alpes-Côte d'Azur

Commune desservie par le Réseau Lignes d'Azur.

### Intercommunalité
Commune membre de la Métropole Nice Côte d'Azur.

## Urbanisme
La commune est intégrée dans le plan local d'urbanisme métropolitain approuvé le 25 octobre 2019.

### Typologie
Au 1er janvier 2024, Aspremont est catégorisée ceinture urbaine, selon la nouvelle grille communale de densité à 7 niveaux définie par l'Insee en 2022.
Elle appartient à l'unité urbaine de Nice, une agglomération intra-départementale dont elle est une commune de la banlieue,. Par ailleurs la commune fait partie de l'aire d'attraction de Nice, dont elle est une commune de la couronne,. Cette aire, qui regroupe 100 communes, est catégorisée dans les aires de 200 000 à moins de 700 000 habitants,.

### Occupation des sols
L'occupation des sols de la commune, telle qu'elle ressort de la base de données européenne d’occupation biophysique des sols Corine Land Cover (CLC), est marquée par l'importance des forêts et milieux semi-naturels (77,1 % en 2018), une proportion sensiblement équivalente à celle de 1990 (77 %). La répartition détaillée en 2018 est la suivante : milieux à végétation arbustive et/ou herbacée (44,3 %), forêts (32,8 %), zones urbanisées (22,6 %), zones industrielles ou commerciales et réseaux de communication (0,3 %).
L'évolution de l’occupation des sols de la commune et de ses infrastructures peut être observée sur les différentes représentations cartographiques du territoire : la carte de Cassini (XVIIIe siècle), la carte d'état-major (1820-1866) et les cartes ou photos aériennes de l'IGN pour la période actuelle (1950 à aujourd'hui).

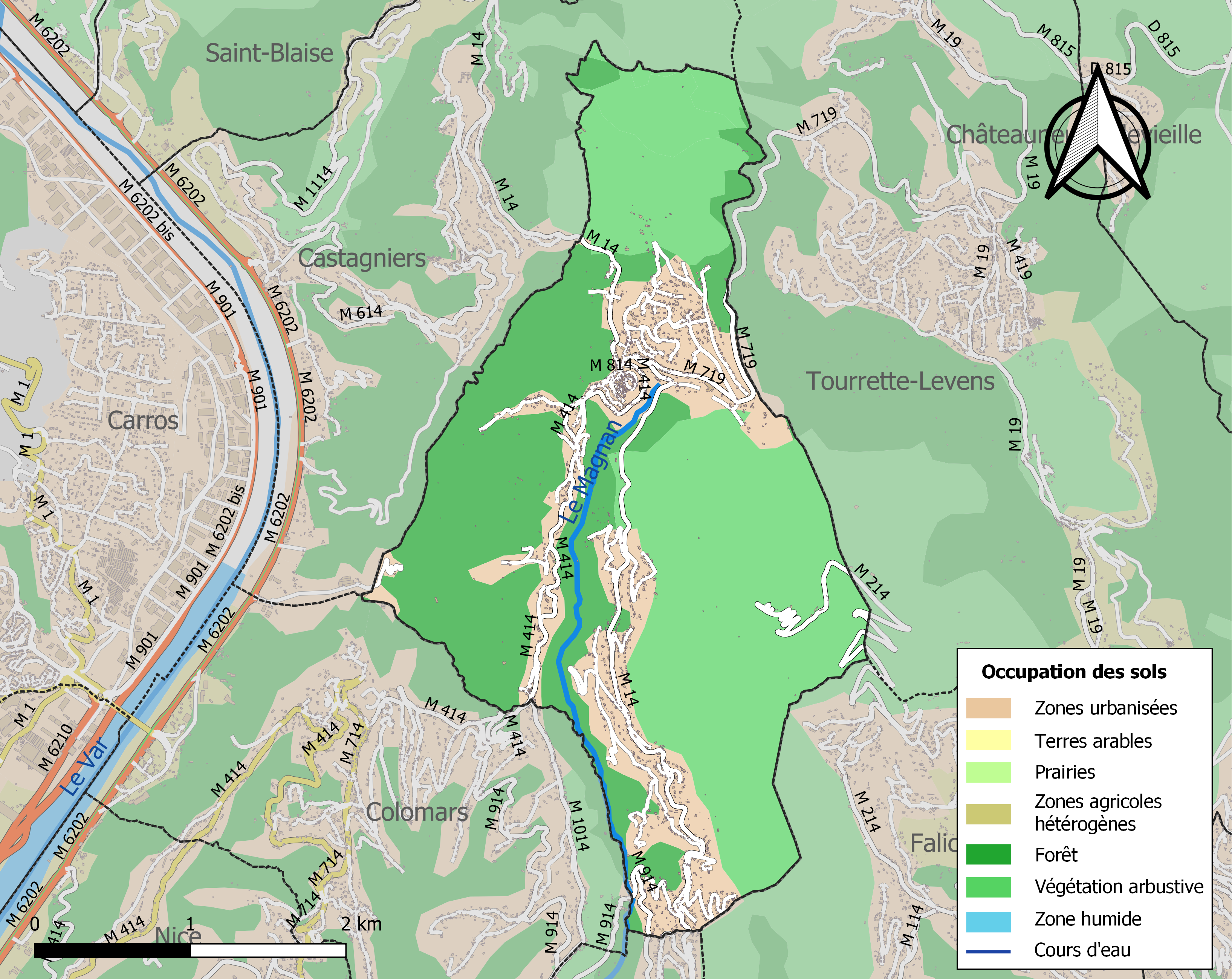
Carte de l'occupation des sols de la commune en 2018 (CLC).

## Toponymie
Le nom de la localité est attesté sous la forme latine Aspermum en 1060.
L'adjectif occitan aspre, directement dérivé du latin asper, désigne, comme le français âpre, ce qui est dur, rude, rêche, au sens propre ou figuré. Un « aspre mont » est une montagne d'aspect rude. Aspre mont « mont escarpé »

## Histoire
L'habitat fortifié dénommé Aspremont est mentionné à partir du XIe siècle. Au Moyen Âge, la famille Rostaing construit le château, la chapelle et les enceintes et l'occupent durant deux siècles. En 1325 Daniel Marquesan en devient propriétaire.
Ce village anciennement fortifié fut bâti en cercles concentriques au pied du Mont-Chauve sur une colline dominant une voie de passage entre le Var et la vallée du Paillon de Tourrette. En 1426, le seigneur Ludovic Marquesan proposa aux habitants de déplacer le village.
En 1874, Aspremont voit son territoire amputé pour créer les nouvelles communes de Colomars et de Castagniers.

### Liste des maires

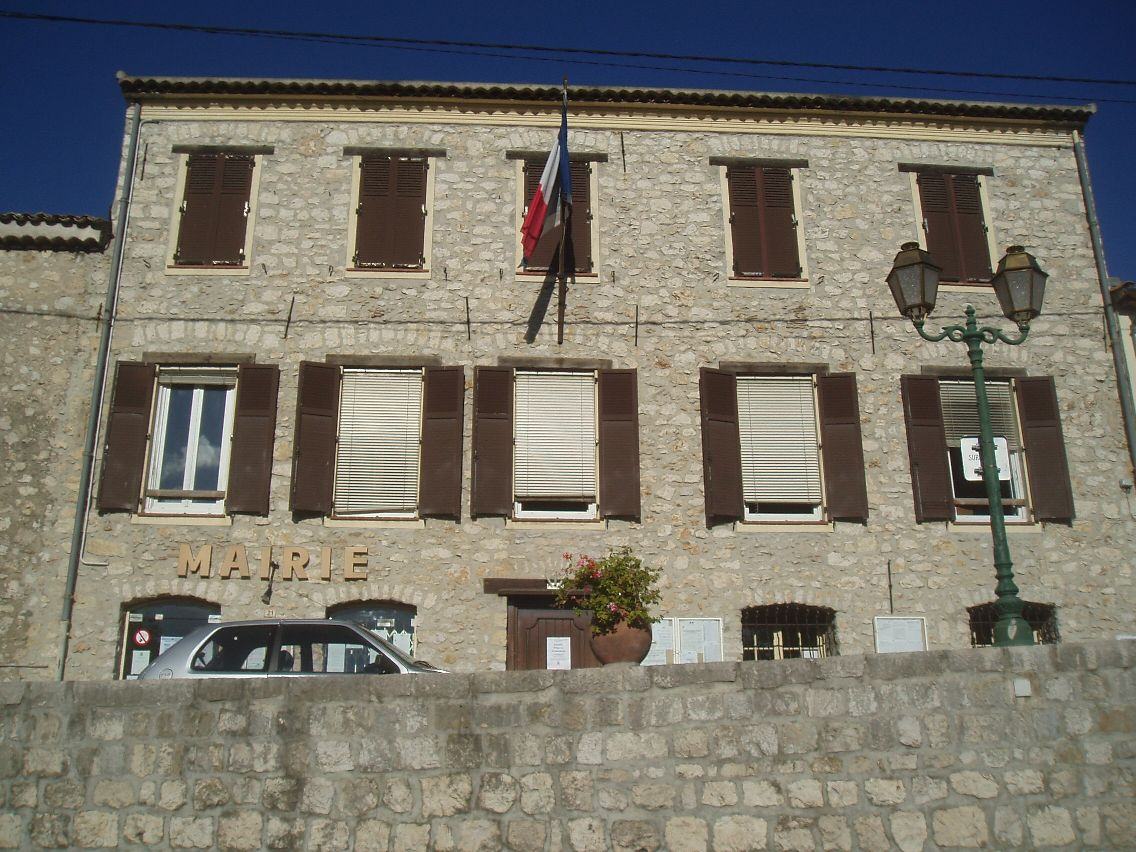
Mairie d'Aspremont.

## Politique et administration

### Budget et fiscalité 2019
En 2019, le budget de la commune était constitué ainsi :
- total des produits de fonctionnement : 1 807 000 €, soit 831 € par habitant ;
- total des charges de fonctionnement : 1 235 000 €, soit 569 € par habitant ;
- total des ressources d'investissement : 628 000 €, soit 289 € par habitant ;
- total des emplois d'investissement : 609 000 €, soit 280 € par habitant ;
- endettement : 921 000 €, soit 424 € par habitant.

Avec les taux de fiscalité suivants :
- taxe d'habitation : 12,45 % ;
- taxe foncière sur les propriétés bâties : 11,95 % ;
- taxe foncière sur les propriétés non bâties : 30,00 % ;
- taxe additionnelle à la taxe foncière sur les propriétés non bâties : 0,00 % ;
- cotisation foncière des entreprises : 0,00 %.

Chiffres clés Revenus et pauvreté des ménages en 2017 : médiane en 2017 du revenu disponible, par unité de consommation : 27 360 €.

## Population et société

### Démographie

#### Évolution démographique
L'évolution du nombre d'habitants est connue à travers les recensements de la population effectués dans la commune depuis 1793. Pour les communes de moins de 10 000 habitants, une enquête de recensement portant sur toute la population est réalisée tous les cinq ans, les populations de référence des années intermédiaires étant quant à elles estimées par interpolation ou extrapolation. Pour la commune, le premier recensement exhaustif entrant dans le cadre du nouveau dispositif a été réalisé en 2004.

En 2022, la commune comptait 2 321 habitants, en évolution de +8,26 % par rapport à 2016 (Alpes-Maritimes : +2,85 %, France hors Mayotte : +2,11 %).
| 1793  | 1800  | 1806  | 1822  | 1838  | 1848  | 1858  | 1861  | 1866  |
| ----- | ----- | ----- | ----- | ----- | ----- | ----- | ----- | ----- |
| 1 275 | 1 291 | 1 507 | 1 535 | 1 590 | 1 797 | 1 863 | 1 680 | 1 713 |

| 1872  | 1876 | 1881 | 1886 | 1891 | 1896 | 1901 | 1906 | 1911 |
| ----- | ---- | ---- | ---- | ---- | ---- | ---- | ---- | ---- |
| 1 565 | 513  | 727  | 512  | 711  | 615  | 579  | 611  | 591  |

| 1921 | 1926 | 1931 | 1936 | 1946 | 1954 | 1962 | 1968 | 1975 |
| ---- | ---- | ---- | ---- | ---- | ---- | ---- | ---- | ---- |
| 510  | 424  | 437  | 327  | 220  | 311  | 465  | 698  | 771  |

| 1982  | 1990  | 1999  | 2004  | 2006  | 2009  | 2014  | 2019  | 2022  |
| ----- | ----- | ----- | ----- | ----- | ----- | ----- | ----- | ----- |
| 1 150 | 1 496 | 1 853 | 2 034 | 2 072 | 2 173 | 2 146 | 2 272 | 2 321 |

### Enseignement
Établissements d'enseignements :
- École maternelle,
- École primaire[33],
- Collèges à Tourrette-Levens, Carros, Nice.

### Santé
Professionnels et établissements de santé :
- Médecins,
- Pharmacies à Aspremont, Tourrette-Levens,
- Hôpitaux à Saint-Jeannet, Nice.

### Cultes
- Culte catholique, paroisse Saint-Pons, Diocèse de Nice[35].

## Économie

### Entreprises et commerces

#### Agriculture
Le sol et l’ensoleillement ont favorisé la culture de la vigne, de l’olivier et d’arbres fruitiers, les figuiers notamment ; sa production d’huile d’olive et de vin était réputée dans le comté jusqu’à la fin du XIXe siècle.

#### Tourisme
- Hôtel, gîtes[36],
- Restaurants.

#### Commerces
- Commerces et services de proximité[37].

## Culture locale et patrimoine

### Lieux et monuments

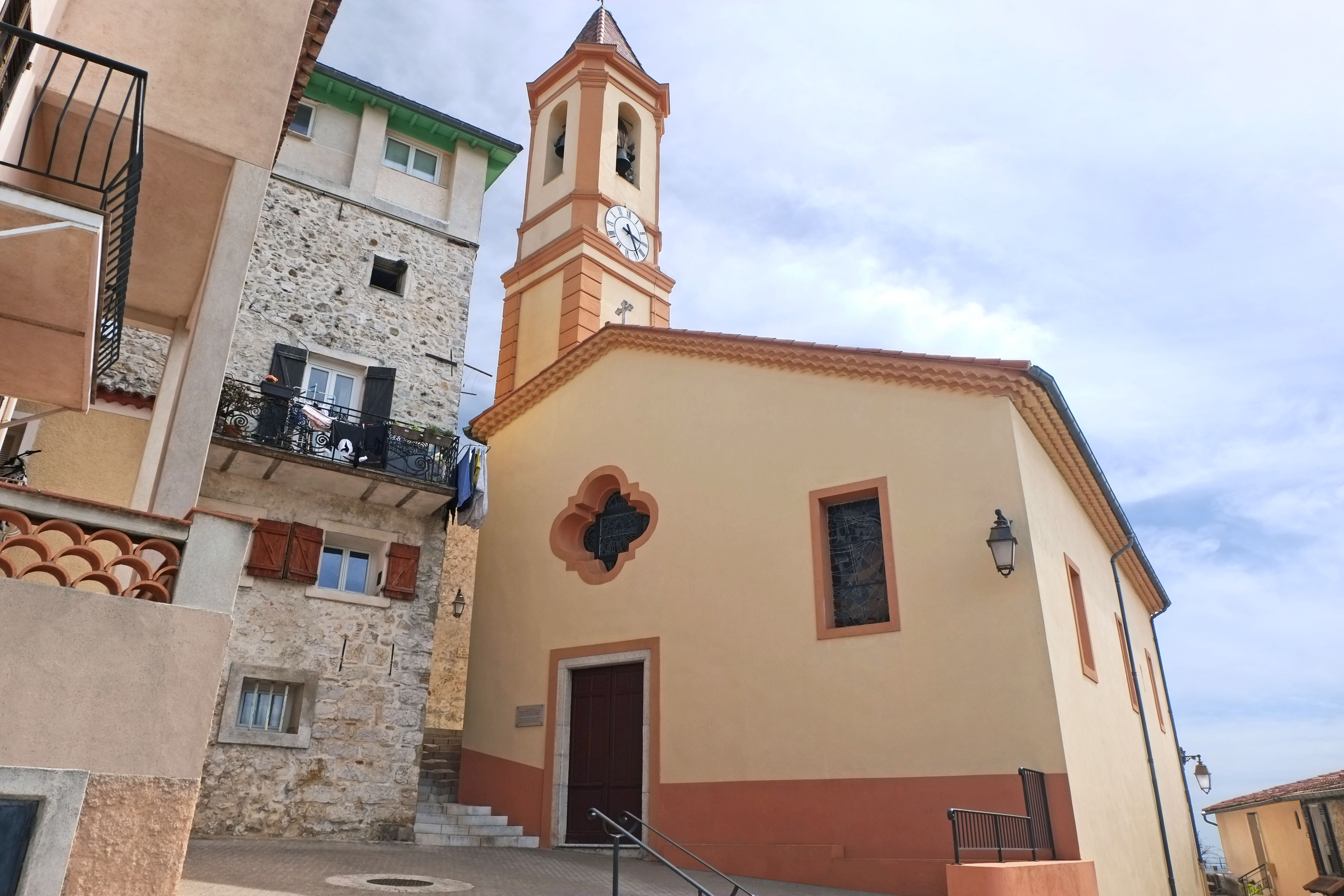
L'église Saint-Jacques le Majeur d'Aspremont.

- Ruines du village médiéval sur le Mont Barri.
- Restes du château dans l'ancien village médiéval[38].
- Église Saint-Jacques le Majeur[39].
- Chapelle Saint-Claude[40].
- Chapelle Notre-Dame des Salettes[41].
- Chapelle Sainte Croix des Pénitents Blancs[42].
- Fort du Mont Chauve d'Aspremont[43].
- La maison natale de François-Xavier Maistre.
- Monument commémoratif. Conflits commémorés 1914-1918 et 1939-1945[44].Vue aérienne des ruines de l'ancien village

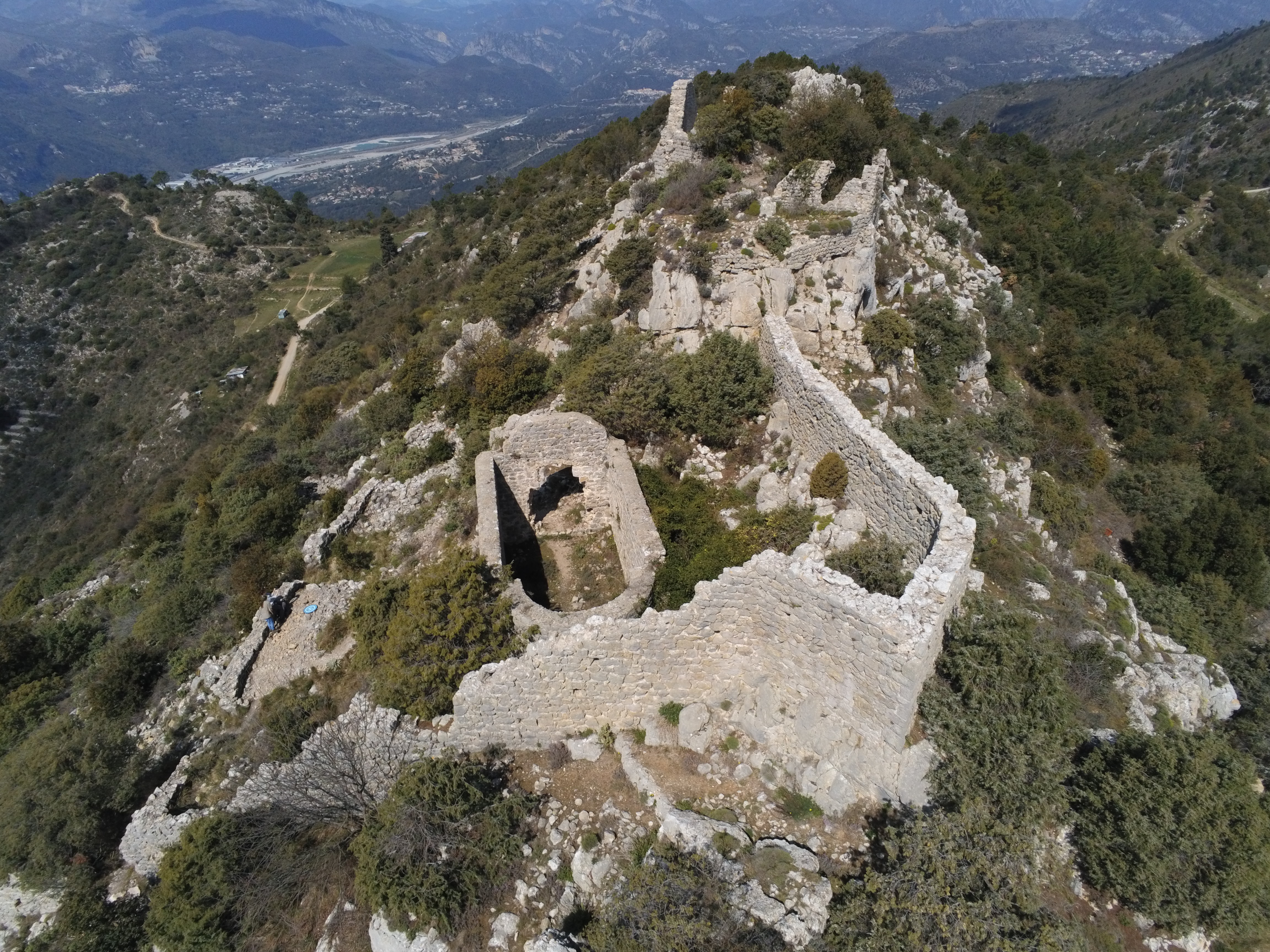
Vue aérienne des ruines de l'ancien village

### Héraldique
| Blason de Aspremont | Blason  | D'argent à l'aigle de gueules empiétant une montagne de trois coupeaux de sable mouvant de la pointe, surmontée d'une étoile d'azur. |
| Blason de Aspremont | Détails | Le statut officiel du blason reste à déterminer.                                                                                     |

## Personnalités liées à la commune
- François-Xavier Maistre (1705-1789), président du Sénat de Savoie, est né à Aspremont. Il est le père de Joseph et Xavier de Maistre.
- Le groupe musical Magma possède un studio d'enregistrement à Aspremont depuis 2010[46].
- Claire Moucadel[47], championne du monde de Working Equitation (WAWE)[48].
- Paul-Louis Rebora[49], Artiste peintre/sculpteur, membre de l’Académie Internationale des Beaux-Arts du Quebec[50].

## Jumelages
Montechiaro d'Acqui (Italie) depuis 2003.